# Toponica (gmina Gadžin Han)
Toponica (cyr. Топоница) – wieś w Serbii, w okręgu niszawskim, w gminie Gadžin Han. W 2011 roku liczyła 853 mieszkańców.